# Bruket, Järfälla kommun
För musikgruppen, se Bruket (musikgrupp), för småorten i Huddinge kommun, se Bruket.

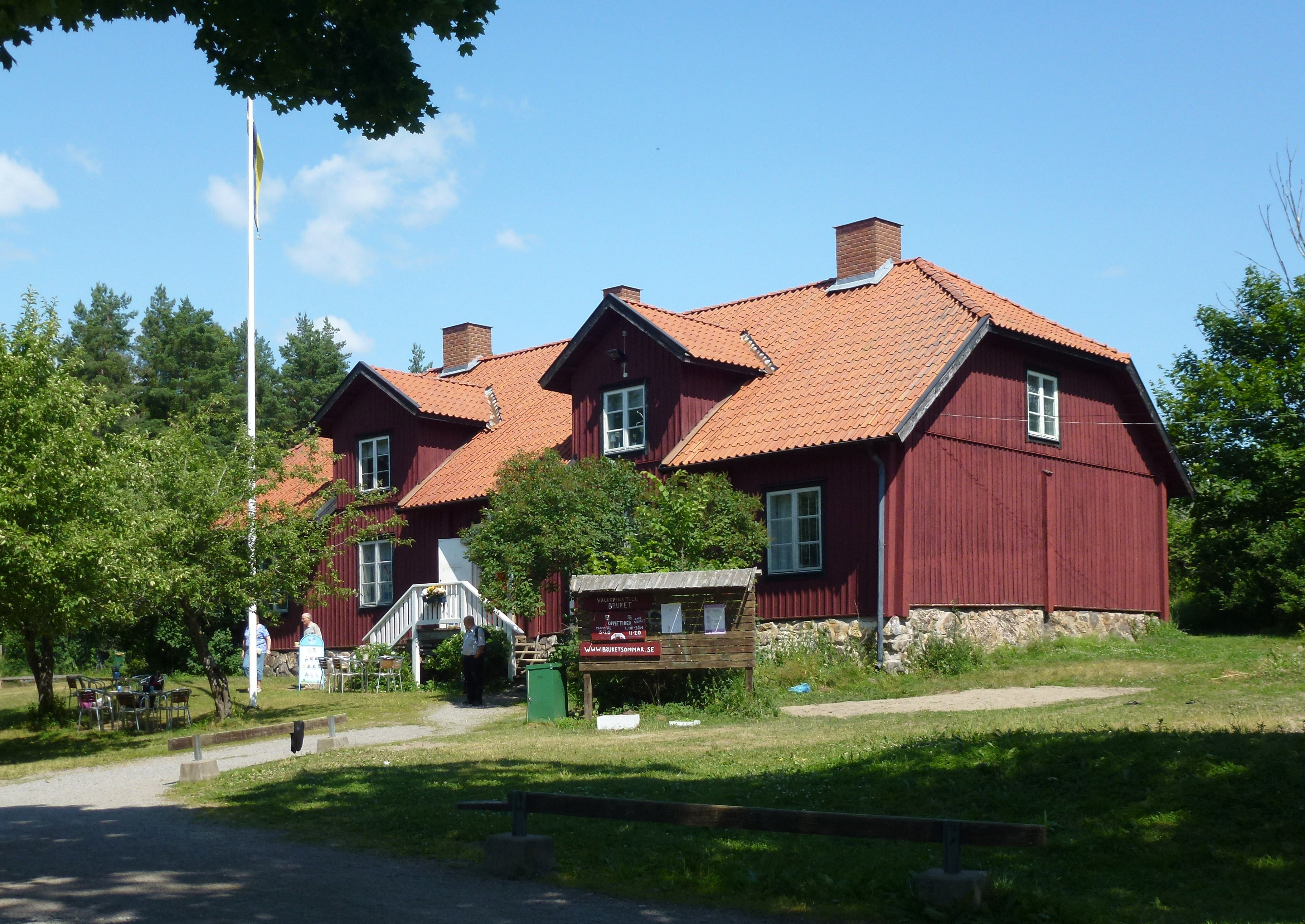
Brukets servering. Den röda träbyggnaden "Bruket" var tegelslagarnas bostadshus och det var tidigare arbetarboställe för tegelbruksarbetarna vid Görvälns tegelbruk.

Bruket är en träbyggnad i Järfälla kommun i Görvälns naturreservat i Stockholms län. Huset var tidigare en bostad för tegelbruksarbetarna, som byggdes ungefär vid sekelskiftet 1799-1800 och ligger cirka 500 m västerut från Görvälns slotts huvudbyggnad. Bruket ligger cirka 200 meter inåt land från Mälaren. Namnet Bruket kom av den tidigare arbetarbostaden för tegelbruksdrängarna vid Görvälns tegelbruk och som tillhörde Görvälns gård. Det kallas idag bara för Bruket och används som fritids- och serveringslokaler.
Liksom till så många andra herrgårdar kring Stockholm hörde vid mitten av 1700-talet ett tegelbruk till Görvälns slott. De mindre tegelbruken i Mälardalen var direkt knutna till herrgårdarna och tillverkade framför allt tegel för det egna behovet. Görvälns tegelbruk anlades av Pehr Carlsköld år 1750 eller möjligen 1751. Det var ett gårdsbruk som hörde till Görvälns slott. "Tegelbruksfolket wid Görwäln" hade en egen bänkrad i sockenkyrkan, Järfälla kyrka, enligt en förteckning från 1754, nr 26 på manssidan och nr 21 på kvinnosidan. Denna bänk beskrevs som den minsta i kyrkan med "allenast rum för twänne personer", så "Tegel bruks hustrorna wid Görväln" hade även rätt att nyttja platser i bänkrad 17.
Görvälns tegelbruk var i drift i ungefär 100 år, mellan 1752 och 1852. Det var vid Görvälnsvägen, där terrängen släntar ned mot vägen på båda sidor, som man tog leran, som användes till tegelframställningen. Redan år 1757 var femton tegeldrängar och en tegelslagare mantalsskrivna på tegelbruket. Verksamheten var störst i början och dalade sedan sakta men säkert. Antalet anställda sjunk sedan och var under 1760- och 1770-talen fyra à fem, för att mot århundradets slut bara vara ett par stycken anställda. Spåren efter tegelbrukets lertäkter finns framför allt i marken vid Bruket och höjdskillnaderna som lertäkten har åstadkommit syns framför allt i skidbacken, Brukets skidbacke. Brännugnen syns idag som en ruin och terrasseringar norr om eldplatsen vid Bruketviken. En brygga fanns redan på 1700-talet vid nuvarande Bruketviken.
Tegelbruket var i verksamhet till åtminstone 1852, varefter inte någon tegelslagare eller några tegeldrängar finns skrivna vid Görvälns tegelslagartorp. Vid försäljningen av Görväln slott till Eva Bielke 1759 förekommer i handlingar 14 olika namn bland "fordringar hos Tegelbruks Folket". Efter tegelbrukets nedläggning på 1850-talet var huset arbetarbostad.
Den gamla arbetarbostaden och ett uthus övergick till Järfälla kommun genom köpet av Görväln 1963. Bostadshuset användes därefter fritids- och serveringslokaler. Huset användes som fritidslokal av Svenska Missionsförbundets Ungdom (SMU) i Järfälla. De har på somrarna servering där. På vintern används lokalen av Järfälla Alpina klubb för servering.

## Exteriör
Namnet Bruket används om den röda träbyggnaden som idag inrymmer en servering. Det är en knuttimrad byggnad, som ligger cirka 200 m inåt land från Mälaren räknat. Byggnadens sadeltak har ett delvis valmat tak i gavlarna och som är täckt med gammalt enkupigt tegel. Utvändigt är husets väggar beklädda med rödfärgad stående locklistpanel. Fönster- och dörromfattningar är tjärstrukna. Döbattangdörrar, det vill säga dubbeldörrar eller pardörrar, på husets båda långfasader är av liggande grönmålad profilerad plank. På västfasaden finns en senare uppförd trappa.

## Interiör
Byggnaden är en våning hög och har inredd vind. Husets vind inreddes med fyra smålägenheter om rum och kök. I övervåningen finns gamla dörrar och kakelugnar kvar. På nedervåningens mitt hade man en gemensam bakugn, som ännu finns kvar i ursprungligt skick.